# (100229) Jeanbailly
(100229) Jeanbailly es un asteroide perteneciente al cinturón exterior de asteroides, descubierto el 10 de agosto de 1994 por Eric Walter Elst desde el Observatorio de La Silla, Chile.

## Designación y nombre
Designado provisionalmente como 1994 PB18. Fue nombrado Jeanbailly en honor al astrónomo francés Jean Sylvain Bailly además de matemático y masón. En el año 1759 calculó una órbita para la próxima aparición del cometa Halley.

## Características orbitales
Jeanbailly está situado a una distancia media del Sol de 3,943 ua, pudiendo alejarse hasta 4,882 ua y acercarse hasta 3,005 ua. Su excentricidad es 0,237 y la inclinación orbital 4,755 grados. Emplea 2860 días en completar una órbita alrededor del Sol.

## Características físicas
La magnitud absoluta de Jeanbailly es 13,9. Tiene 8,864 km de diámetro y su albedo se estima en 0,09.